# Parabolische partielle Differentialgleichung
Parabolische partielle Differentialgleichungen sind eine spezielle Klasse partieller Differentialgleichungen (PDG) zweiter oder höherer Ordnung, die bei der Beschreibung einer breiten Palette wissenschaftlicher Probleme zur Anwendung kommen. Es handelt sich dabei um sogenannte Evolutionsprobleme, in denen eine „Zeitvariable“ auftaucht und die Entwicklung in der „Zeit“ über eine Ableitung erster Ordnung beschrieben wird. Die Lösungen parabolischer Differentialgleichungen verhalten sich häufig wie die Lösungen der Wärmeleitungsgleichung, die die Wärmeleitung in Festkörpern oder die Diffusion in Flüssigkeiten und Gasen beschreibt.
Verallgemeinert man die Wärmeleitungsgleichung, erhält man die wichtige Klasse linearer parabolischer PDG zweiter Ordnung. Diese finden außer bei der Wärmeleitung zusätzlich Anwendung zum Beispiel bei der Berechnung der Ausbreitung von Schall im Meer oder der Entwicklung von Aktienoptionen (Black-Scholes-Modell). Im Folgenden werden nur parabolische Differentialgleichungen zweiter Ordnung betrachtet.

## Definition im linearen Fall

### Zwei Dimensionen
Die allgemeine lineare partielle Differentialgleichung 2. Ordnung mit zwei Variablen
{\displaystyle a(x,y){\frac {\partial ^{2}u(x,y)}{\partial x^{2}}}+b(x,y){\frac {\partial ^{2}u(x,y)}{\partial x\partial y}}+c(x,y){\frac {\partial ^{2}u(x,y)}{\partial y^{2}}}+d(x,y){\frac {\partial u(x,y)}{\partial x}}+e(x,y){\frac {\partial u(x,y)}{\partial y}}+f(x,y)u(x,y)=0}
heißt parabolisch im Punkt {\displaystyle (x,y)}, wenn die Koeffizientenfunktionen der höchsten Ableitungen im Punkt {\displaystyle (x,y)} die Bedingung
{\displaystyle a(x,y)c(x,y)-\left({\frac {b(x,y)}{2}}\right)^{2}=0}
erfüllen. Dies bedeutet, dass die Determinante der Koeffizienten-Matrix
{\displaystyle {\begin{pmatrix}a(x,y)&{\frac {b(x,y)}{2}}\\{\frac {b(x,y)}{2}}&c(x,y)\end{pmatrix}}}
im Punkt {\displaystyle (x,y)} den Wert 0 annimmt. Der Ursprung der Bezeichnung parabolisch kommt von der Analogie der obigen Koeffizientenbedingung zu der allgemeinen Kegelschnittgleichung
{\displaystyle Ax^{2}+Bxy+Cy^{2}+Dx+Ey+F=0}.
Gilt bei dieser Gleichung {\displaystyle B^{2}-4AC=0}, dann repräsentiert die Gleichung eine Parabel. Analoge Einteilungen existieren für elliptische und hyperbolische Differentialgleichungen.

### nDimensionen
Eine Verallgemeinerung auf mehrere Variablen ist die lineare partielle Differentialgleichung zweiter Ordnung
{\displaystyle Lu=\sum _{i=1}^{n}\sum _{j=1}^{n}a_{i,j}({\vec {x}}){\frac {\partial ^{2}u}{\partial x_{i}\partial x_{j}}}+F(t,{\vec {x}},u,\nabla u)=0}.
In Verallgemeinerung des zweidimensionalen Falls bezeichnet man die Differentialgleichung als parabolisch im Punkt {\displaystyle {\vec {x}}}, falls die Koeffizientenmatrix {\displaystyle (a_{i,j}({\vec {x}}))_{i,j}} positiv semidefinit und singulär ist. Dies bedeutet, dass alle Eigenwerte der Koeffizientenmatrix nichtnegativ sind und ein Eigenwert verschwindet.

### Zeitabhängige Schreibweise
Im letzten Abschnitt wurde die abstrakte Klassifikation als parabolische Differentialgleichung erklärt. In vielen Anwendungen hat die singuläre Richtung der Koeffizientenmatrix die Bedeutung der Zeit {\displaystyle t}. Dann ist die Lösung eine Funktion {\displaystyle u(t,{\vec {x}})}, die von der Zeit {\displaystyle t} und {\displaystyle n} Ortsvariablen {\displaystyle {\vec {x}}\in \mathbb {R} ^{n}} abhängt. Da die Typeinteilung nur von den Koeffizienten der höchsten Ableitungen abhängt, kann man auch einfach nichtlineare Abhängigkeiten bei den niederen Ableitungen zulassen. Mit Koeffizientenfunktionen {\displaystyle a_{ij}(t,{\vec {x}})} und einer Funktion {\displaystyle F} stellt die Gleichung
{\displaystyle {\begin{aligned}{\frac {\partial u}{\partial t}}=&\sum _{i,j=1}^{n}{\dfrac {\partial }{\partial x_{i}}}a_{i,j}(t,{\vec {x}}){\frac {\partial u}{\partial x_{j}}}+F(t,{\vec {x}},u,\nabla u)\\=&\nabla \cdot (a(t,{\vec {x}})\nabla u(t,{\vec {x}}))+F(t,{\vec {x}},u,\nabla u)\end{aligned}}}
eine semilineare parabolische Differentialgleichung dar, wenn die Matrix der Koeffizienten {\displaystyle (a_{i,j}(t,{\vec {x}}))_{i,j}} überall positiv definit ist. Die obige Form der parabolischen Differentialgleichung wird Divergenzform (in Anlehnung an den Divergenz-Operator) genannt. In Nicht-Divergenzform wird ein parabolischer Differentialoperator durch
{\displaystyle {\frac {\partial u}{\partial t}}=\sum _{i,j=1}^{n}{\widetilde {a}}_{i,j}(t,{\vec {x}}){\frac {\partial ^{2}u}{\partial x_{j}\partial x_{i}}}+F(t,{\vec {x}},u,\nabla u)}
notiert, wobei {\displaystyle {\widetilde {a}}_{i,j}(t,{\vec {x}})} überall positiv definit ist. Die rechte der Seite der parabolischen Differentialgleichung {\displaystyle \textstyle \sum _{i,j=1}^{n}{\widetilde {a}}_{i,j}(t,{\vec {x}}){\frac {\partial ^{2}}{\partial x_{j}\partial x_{i}}}+F(t,{\vec {x}},\cdot ,\nabla \cdot )} ist ein elliptischer Differentialoperator.

## Beispiele
Wichtige Beispiele und Klassen parabolischer Differentialgleichungen sind
- die Wärmeleitungsgleichung,
- Reaktions-Diffusions-Gleichungen, bei denen die Funktion {\displaystyle F} nicht vom Gradienten {\displaystyle \nabla u} abhängt und die
- Konvektions-Diffusions-Gleichungen wie zum Beispiel die kompressiblen Navier-Stokes-Gleichungen oder die Fokker-Planck-Gleichung.

### Wärmeleitungsgleichung
Der wichtigste Vertreter der linearen parabolischen Differentialgleichung ist die Wärmeleitungsgleichung. In einer Raumdimension lautet sie
{\displaystyle {\frac {\partial }{\partial t}}u(x,t)=a{\frac {\partial ^{2}}{\partial x^{2}}}{u(x,t)}}.
Hierbei ist {\displaystyle u(x,t)} die Temperatur am Ort {\displaystyle x} zur Zeit {\displaystyle t}, die Konstante {\displaystyle a} bezeichnet die Temperaturleitfähigkeit. In mehreren Dimensionen wird die Gleichung durch
{\displaystyle {\frac {\partial }{\partial t}}u(x,t)=a\Delta u(x,t)}
notiert. Setzt man nämlich in der Divergenz-Form der parabolischen Differentialgleichung für {\displaystyle (a_{i,j}(t,{\vec {x}}))_{i,j}=I} die Einheitsmatrix ein, dann ist der Hauptteil dieser Gleichung {\displaystyle \nabla \cdot (a(t,{\vec {x}})\nabla u(t,{\vec {x}}))=\Delta } gerade der Laplace-Operator. Dieser ist das Standardbeispiel eines elliptischen Differentialoperators.

## Anfangs- und Randwerte
Meist betrachtet man parabolische Differentialgleichungen entsprechend ihrer Struktur in „Raum“- und „Zeit“-Variablen als ein kombiniertes Anfangs- und Randwertproblem. Wird die Lösung {\displaystyle u(x,t)} im Innern eines räumlichen Gebiets {\displaystyle G} für Zeiten {\displaystyle t>0} gesucht, so gibt man die Anfangswerte zur Zeit {\displaystyle t=0} durch eine Funktion {\displaystyle g}
{\displaystyle u(x,0)=g(x)\quad \forall x\in G}
vor, die Randwerte auf dem Rand {\displaystyle \partial G} des räumlichen Gebiets {\displaystyle G} werden für Zeiten {\displaystyle t>0} durch eine Funktion {\displaystyle h} (oder deren erste räumliche Ableitung)
{\displaystyle u(x,t)=h(x,t)\quad \forall x\in \partial G,t>0}
vorgegeben. Insgesamt erhält man das Anfangs- und Randwertproblem
{\displaystyle {\begin{cases}{\frac {\partial u}{\partial t}}(x,t)+Lu(x,t)=f(x,t)&{\text{in}}\ G\times ]0,T]\\u(x,t)=h(x,t)&{\text{auf}}\ \partial G\times [0,T]\\u(x,0)=g(x)&{\text{auf}}\ G\times \{0\}\end{cases}}\,,}
wobei {\displaystyle \textstyle L=\sum _{i,j=1}^{n}{\widetilde {a}}_{i,j}(t,{\vec {x}}){\frac {\partial ^{2}}{\partial x_{j}\partial x_{i}}}+\sum _{i=1}^{n}b_{i}(t,{\vec {x}}){\frac {\partial }{\partial x_{i}}}+c(t,{\vec {x}})} der räumliche Teil des parabolischen Differentialoperators ist.

## Harnack-Ungleichung
Sei {\displaystyle \textstyle L=\sum _{i,j=1}^{n}{\widetilde {a}}_{i,j}(t,{\vec {x}}){\frac {\partial ^{2}}{\partial x_{j}\partial x_{i}}}+\sum _{i=1}^{n}b_{i}(t,{\vec {x}}){\frac {\partial }{\partial x_{i}}}+c(t,{\vec {x}})} der räumliche Teil des parabolischen Differentialoperators und {\displaystyle u} eine klassische Lösung der parabolischen Differentialgleichung
{\displaystyle {\frac {\partial u}{\partial t}}(x,t)+Lu(x,t)=f(x,t)\ {\text{in}}\ G\times ]0,T]}
mit {\displaystyle u\geq 0} in {\displaystyle G\times ]0,T]}. Sei außerdem {\displaystyle V\subset \subset G} eine echte zusammenhängende Teilmenge. Dann existiert für {\displaystyle 0<t_{1}<t_{2}\leq T} eine Konstante {\displaystyle C}, so dass
{\displaystyle \sup _{V}u(\cdot ,t_{1})\leq C\inf _{V}u(\cdot ,t_{2})}
gilt. Die Konstante ist abhängig von {\displaystyle V}, {\displaystyle t_{1}}, {\displaystyle t_{2}} und den Koeffizienten von {\displaystyle L}.

## Maximumprinzip
Sei {\displaystyle \textstyle L=\sum _{i,j=1}^{n}{\widetilde {a}}_{i,j}(t,{\vec {x}}){\frac {\partial ^{2}}{\partial x_{j}\partial x_{i}}}+\sum _{i=1}^{n}b_{i}(t,{\vec {x}}){\frac {\partial }{\partial x_{i}}}+c(t,{\vec {x}})} ebenfalls wieder der räumliche Teil des parabolischen Differentialoperators, die Funktion {\displaystyle c} sei nicht negativ in {\displaystyle G\times ]0,T]} also {\displaystyle u\geq 0} und {\displaystyle u} sei eine klassische Lösung der parabolischen Differentialgleichung
{\displaystyle {\frac {\partial u}{\partial t}}(x,t)+Lu(x,t)=f(x,t)\ {\text{in}}\ G\times ]0,T]}
Außerdem sei {\displaystyle G} zusammenhängend.
- Falls

{\displaystyle {\frac {\partial }{\partial t}}u(x,t)+Lu(x,t)\leq 0\ {\text{in}}\ G\times ]0,T]}
gilt und {\displaystyle u} ein nicht negatives Maximum über {\displaystyle {\overline {G}}\times ]0,T]} im Punkt {\displaystyle (x_{0},t_{0})\in G\times ]0,T]} annimmt, dann ist {\displaystyle u} konstant in {\displaystyle G\times ]0,t_{0}]}.
- Analog, falls

{\displaystyle {\frac {\partial }{\partial t}}u(x,t)+Lu(x,t)\geq 0\ {\text{in}}\ G\times ]0,T]}
gilt und {\displaystyle u} ein nicht positives Maximum über {\displaystyle {\overline {G}}\times ]0,T]} im Punkt {\displaystyle (x_{0},t_{0})\in G\times ]0,T]} annimmt, dann ist {\displaystyle u} konstant in {\displaystyle G\times ]0,t_{0}]}.

## Numerische Verfahren für parabolische Anfangs-Randwert-Probleme
Wenn sich das Definitionsgebiet {\displaystyle G} der Gleichung mit der Zeit nicht verändert, stellt das parabolische Anfangs-Randwert-Problem in Zeitrichtung {\displaystyle t} ein Anfangswertproblem und in Ortsrichtung ein Randwertproblem für eine elliptische Differentialgleichung dar. Bei der numerischen Behandlung kann man diese beiden Probleme i. w. getrennt angehen. Dabei gibt es zwei Ansätze:
- Linienmethode (engl. MOL=method-of-lines): man diskretisiert zuerst im Ort, indem man Standardverfahren für elliptische Randwertprobleme einsetzt, wie das Differenzenverfahren oder Finite-Elemente-Methoden. Dadurch erhält man ein gewöhnliches Anfangswertproblem sehr großer Dimension für die Freiheitsgrade der Diskretisierung. Dieses ist aber ein steifes Anfangswertproblem und sollte mit impliziten oder linear-impliziten Verfahren, wie Rosenbrock-Wanner-Verfahren oder BDF-Verfahren gelöst werden. Der Vorteil dieses Zugangs ist, dass man für die Zeitintegration die genannten Standard-Verfahren einsetzen kann. Der Nachteil ist, dass die Ortsdiskretisierung fest ist, und daher lokale, zeitabhängige Verfeinerungen nicht möglich sind.
- Rothe-Methode: Man diskretisiert zuerst in der Zeit mit einem der gerade genannten Verfahren für steife Anfangswertprobleme. Dadurch erhält in jedem Zeitschritt ein elliptisches Randwertproblem für die aktuelle Lösung {\displaystyle u(t_{k},{\vec {x}})} auf dem Gebiet {\displaystyle G}. Zur Lösung dieses Randwertproblems können jetzt auch z. B. Finite-Elemente-Verfahren mit adaptiver Gitteranpassung eingesetzt werden. Die Programmierung ist aber viel aufwändiger als bei der Linienmethode.

Ein einfaches numerisches Verfahren für parabolische Probleme ist das Crank-Nicolson-Verfahren. Dieses verwendet einerseits für die Ortsdiskretisierung die Finite-Differenzen-Methode mit festem Gitter und als Zeitdiskretisierung die implizite Trapez-Methode.